# Limnodriloides janstocki
Limnodriloides janstocki är en ringmaskart som beskrevs av Erséus 1992. Limnodriloides janstocki ingår i släktet Limnodriloides och familjen glattmaskar. Inga underarter finns listade i Catalogue of Life.